# 孔巢父
孔巢父（？—784年），字弱翁，唐朝冀州（今河北省冀州市）人，孔子三十七代孙，孔如圭之子，孔岑父之弟。官居给事中、河中陕华等州招讨使。兴元元年（784年），受命为魏博宣慰使，唐德宗派他前去魏博节度使田悦和他属下将士归顺朝廷，魏博军因得以复为官军而大悦，田悦也表态自己善骑射愿为朝廷杀敌为功臣，孔巢父对他的这一姿态表示欢迎。田悦堂弟田绪杀死田悦归顺朝廷，孔巢父顺应军心认可田绪暂主魏博事。同年又去河中劝说李怀光，李怀光的属下误以为孔巢父是要来夺李怀光之权，杀之。而李怀光也因怀疑孔巢父谋害田悦而不相救。

## 延伸阅读
[在维基数据编辑]
 《舊唐書/卷154》，出自刘昫《舊唐書》
 《新唐書·卷163》，出自《新唐書》